# روبرت فولسوم
روبرت فولسوم هو سياسي أمريكي، ولد في 1929 في دالاس في الولايات المتحدة، وتوفي في 24 يناير 2017. انتخب عمدة دالاس، تكساس ‏.